# 大塚和成
大塚 和成（おおつか かずまさ、1971年1月18日 - ）は、日本の弁護士（第二東京弁護士会）（ただし、2024年11月27日から2年間業務停止中）。OMM法律事務所所属。東京都出身。

## 経歴
- 1989年 早稲田大学高等学院卒業
- 1993年 早稲田大学法学部卒業
- 1996年 司法試験合格
- 1999年 司法修習（51期）修了
- 1999年 弁護士登録（第二東京弁護士会）
- 2002年 東京商工会議所企業行動規範特別委員会幹事
- 2005年 公益社団法人能楽協会監事
- 2006年、2007年度 明治学院大学法科大学院非常勤講師（会社法）
- 2009年 オプトホールディングス経営評価委員
- 2011年 二重橋法律事務所（現祝田法律事務所）を代表パートナーとして開設
- 2013年 CDG社外監査役
- 2015年 ユニバーサルエンターテインメント社外取締役
- 2015年 日本ハム企業価値向上委員会委員
- 2016年 UTグループ社外取締役
- 2016年 リアルワールド社外取締役監査等委員長
- 2018年 OMM法律事務所を開設
- 2018年 一般社団法人東京能楽囃子科協議会監事

## 人物
会社法やM&A、コンプライアンスなどの企業法務と商事関係の裁判実務において著名。特に、経営支配権争いを巡って多くの著名案件を手がけている。近年では企業法務に関わる係争に強い弁護士として評判が高い。丸の内総合法律事務所、日比谷パーク法律事務所、三井法律事務所を経て、2011年7月に二重橋法律事務所の代表として独立、急激に勢力を拡大した。2018年にＯＭＭ法律事務所を開設、同年6月には上場企業の委任状争奪戦において提案株主側を代理して経営権奪取を成功させ、同年12月に、更にもう1件上場企業の委任状争奪戦において提案株主側を代理して経営権奪取を成功させた。

### 手がけた主な案件（公表事例）
ＯＭＭ法律事務所の公式Facebookページによると、次のとおりである。 
- イメージワン（JASDAQ）おける委任状争奪戦（上場企業の株主総会において現経営陣の再任議案が否決され、株主提案による新経営陣の選任議案が可決された事例・提案株主側）（2018年）
- 21LADY（名証セントレックス）おける委任状争奪戦（上場企業の株主総会において創業者社長の再任議案が否決された事例・提案株主側）（2018年）

二重橋法律事務所HPのプロフィールによると、次の通りである。 
- 廣済堂（東証一部）の子会社が行った分割型新設分割（人的分割）の一部として行われた剰余金配当に対する監督委員の否認権行使に係る異議請求訴訟で監督委員が敗訴した事例（廣済堂側）（2015年～2016年）
- ジュピターテレコム株式取得価格決定申立事件（第二審まで）（株主側）（2013年～2016年）
- フード・プラネット（東証二部）の不適切な会計処理に係る第三者委員会（委員長）（2015年～2016年）
- ジートレーディング（JASDAQ）の元代表取締役が、海外子会社に対して建設機械の売却及び事業資金の貸付けを行い損失を発生させたことについて会社に対する善管注意義務違反を問われた事例（元代表取締役側）（2010年～2014年）
- 光通信による京王ズホールディングスの新株発行に対する差止仮処分命令申立事件（発行会社側）（2014年）
- 日本アセットマーケティング（東証マザーズ）の不適切な会計処理に係る第三者委員会（委員長）（2014年）
- エース交易（JASDAQ・現EVOLUTION JAPAN）の非公開化と株式取得価格決定申立事件（発行会社側）（2013年～2014年）
- セレブリックス（JASDAQ）の非公開化と株式取得価格決定申立事件（発行会社側）（2013年～）
- インデックス（JASDAQ）民事再生手続開始決定申立事件（申立代理人）（2013年～）
- ランド（東証一部）の不適切な会計処理に係る第三者委員会（委員長）（2013年）
- 福島原発事故に係る原子力損害賠償請求案件（被災企業側）（2011年～）
- 上場リートの合併に反対する投資主の投資口買取請求権行使に係る買取価格決定申立事件（初めての公表事例）（投資主側）（2011年～2013年）
- ダイヤ通商（JASDAQ）が日本版ESOPに用いるために行った新株発行の差止仮処分命令申立事件。経営支配権争いある状況下での発行と認定されたものの、発行会社勝訴（発行会社側）（2012年）
- ジートレーディング（JASDAQ）の役員責任追及訴訟において被告元代表取締役の原告会社に対する取締役会議事録の文書提出命令申立てが認容された事件（被告役員側）（2012年）
- 三井住友フィナンシャルグループによるプロミスの完全子会社化案件及びプロミスの三井住友フィナンシャルグループ又は三井住友銀行を引受先とする第三者割当増資案件（プロミス側）（2011年～2012年）
- 東証二部上場企業2社（立飛企業及び新立川航空機）おける過年度有価証券報告書等の訂正、2社同時非公開化（MBO）を含む資本政策案件に関する助言（会社側）（2010年～2012年）
- 関門海（東証マザーズ）による第三者割当増資に関する諮問（東証上場規則に基づく）を受けた第三者委員会（委員長）（2012年）
- 全部取得条項付種類株式制度を用いたスクーズアウトの有効性が争われて会社（非上場）側が勝訴した裁判（会社側）（2009年～2011年）
- サンコー（東証二部）における経営支配権争い（社長を解職された創業家側で、クーデターを鎮圧した事例）（2011年）
- カネボウ株式買取価格決定申立事件（株主側）（2006年～2011年）
- ポケットカードにおける三井住友銀行・伊藤忠商事への資本関係の異動及びファミマクレジットとの経営統合案件（ポケットカード側）（2011年）
- アップルインターナショナル（東証二部）おける経営支配権争い（創業会長側でサラリーマン社長のクーデターを鎮圧した事例）（2010年）
- リプラス（東証マザーズ）破産手続開始決定申立事件（申立代理人）（2008年）
- 日本ハウズイング（東証二部）委任状争奪戦（買収側）とそれに関連する株主名簿閲覧謄写仮処分命令申立事件（競業者による株主名簿閲覧請求が認められた事例・勝訴）（2008年）
- グッドウィルグループ委任状争奪戦（防衛側）（2008年）
- 日本精密（JASDAQ)おける委任状争奪戦とそれに関連する新株発行差止仮処分命令申立事件（外資による敵対的企業買収が初めて成功した事例・買収側）（2007年）
- テン・アローズ（現シャルレ）三屋社長不再任事件（創業家側）（2007年）
- 会計不祥事発覚後、新経営陣を選任するためのライブドア臨時株主総会の指導及び旧経営陣に対する役員責任追及訴訟提起のための第三者委員会の設置支援（2006年）
- 日本技術開発に対する敵対的買収とそれに関連する株式分割差止仮処分命令申立事件（買収側）（2005年）
- ニッポン放送に対する敵対的買収とそれに関連する新株予約権発行差止仮処分命令申立事件（ライブドア側）（2005年）
- 和泉元彌に対する退会命令とその有効性を争う裁判（能楽協会側）

## 著書
- （編著）『内部統制システムの法的展開と実務対応』（青林書院、2015）[9]
- （編著）『Q&A 平成26年改正会社法〔第2版〕』（きんざい、2015）[10]
- （編著）『非公開化の法務・税務』（税務経理協会、2013）[11]
- （編著）『内部統制対応版 企業コンプライアンス態勢のすべて〔新訂版〕』（金融財政事情研究会、2012）[12]
- （共著）『日本版クラス・アクション制度ってなに』（中央経済社、2012）ISBN 978-4-502-05430-3
- （部分執筆）岸田雅雄監修『注釈 金融商品取引法 第1巻 定義・情報開示』（金融財政事情研究会、2011）[13]
- （共著）『社長解任 株主パワーの衝撃 (Mainichi Business Books)』（毎日新聞社、2009）ISBN 978-4-620-53010-9